# 사화산

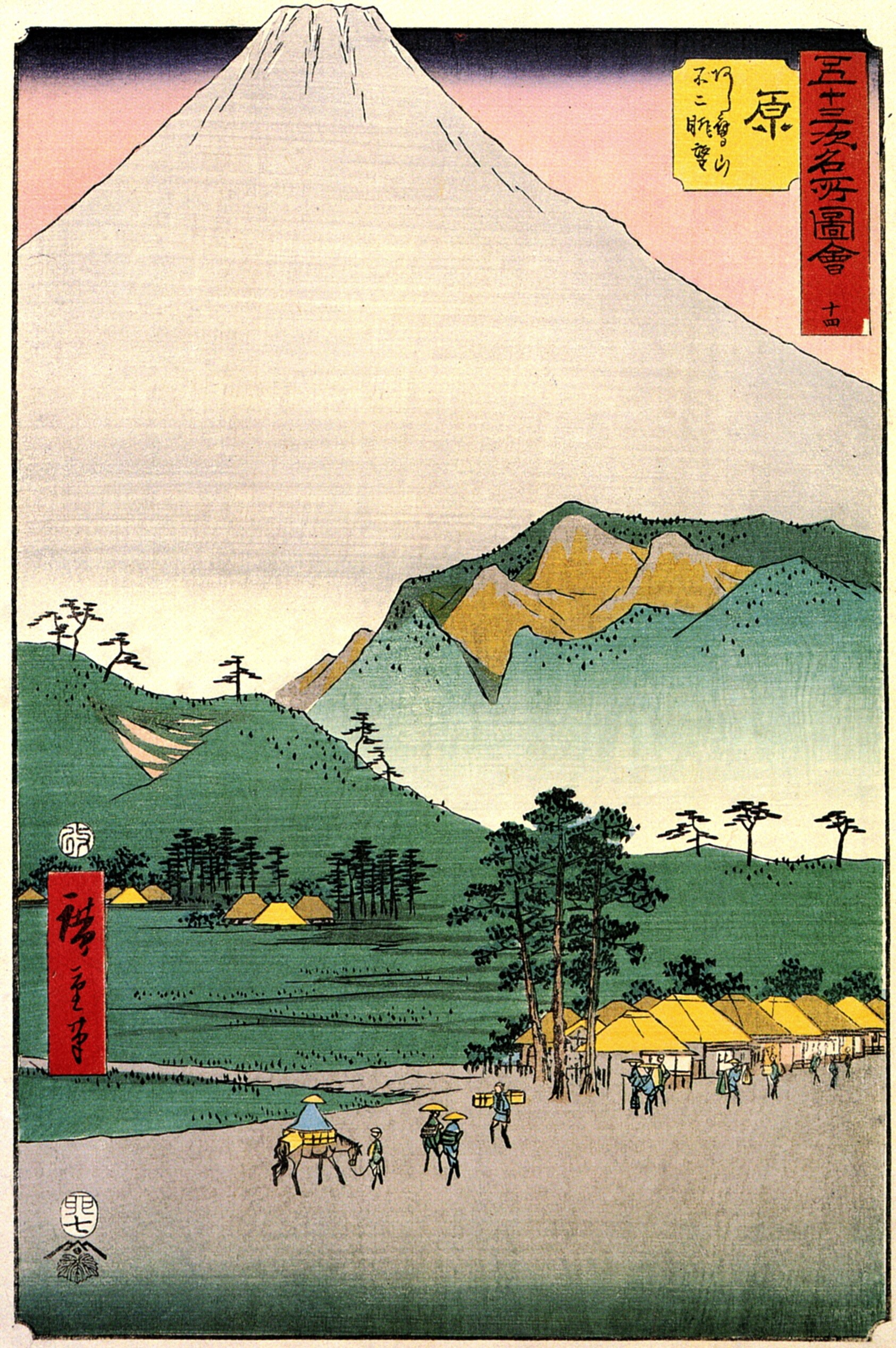

사화산(死火山, 영어: extinct volcano)은 현재 활동을 하고 있지 않으며, 미래에도 활동을 할 것으로 예상되지 않는 화산이다.
사화산을 단정하는 것은 상당히 어렵다. 아주 오랜 기간 동안 활동이 없어 사화산으로 여겨졌던 화산이 다시 활동을 재개하는 일도 종종 있어왔다. 최근의 예로는 알래스카주에 있는 포피크드산(Fourpeaked Volcano)가 있다. 이 화산은 약 1만 년간 활동이 없어 사화산으로 여겨졌다가 2006년 9월 화산활동을 시작하여 활화산으로 인정되었다.

## 같이 보기
- 활화산
- 휴화산